# Whitesboro (Oklahoma)
Whitesboro es un lugar designado por el censo ubicado en el condado de Le Flore en el estado estadounidense de Oklahoma. En el Censo de 2010 tenía una población de 250 habitantes y una densidad poblacional de 46,95 personas por km².

## Geografía
Whitesboro se encuentra ubicado en las coordenadas 34°42′17″N 94°52′25″O / 34.70472, -94.87361. Según la Oficina del Censo de los Estados Unidos, Whitesboro tiene una superficie total de 8.57 km², de la cual 8.57 km² corresponden a tierra firme y (0.06%) 0.01 km² es agua.

## Demografía
Según el censo de 2010, había 250 personas residiendo en Whitesboro. La densidad de población era de 46,95 hab./km². De los 250 habitantes, Whitesboro estaba compuesto por el 75.2% blancos, el 0% eran afroamericanos, el 22.4% eran amerindios, el 0% eran asiáticos, el 0% eran isleños del Pacífico, el 0% eran de otras razas y el 2.4% pertenecían a dos o más razas. Del total de la población el 0% eran hispanos o latinos de cualquier raza.